# Indiana (Pennsylvanie)
Pour les articles homonymes, voir Indiana (homonymie).
Le borough d’Indiana est le siège du comté d'Indiana, dans le Commonwealth de Pennsylvanie, aux États-Unis. Sa population s’élevait à 13 975 habitants lors du recensement de 2010, estimée à 13 149 habitants en 2017.

## Personnalité liée à la ville
Indiana est la ville de naissance de l’acteur James Stewart. Un musée lui est dédié.

## Source
- (en) Cet article est partiellement ou en totalité issu de l’article de Wikipédia en anglais intitulé « Indiana, Pennsylvania » (voir la liste des auteurs).